# Nationalarchiv von Japan

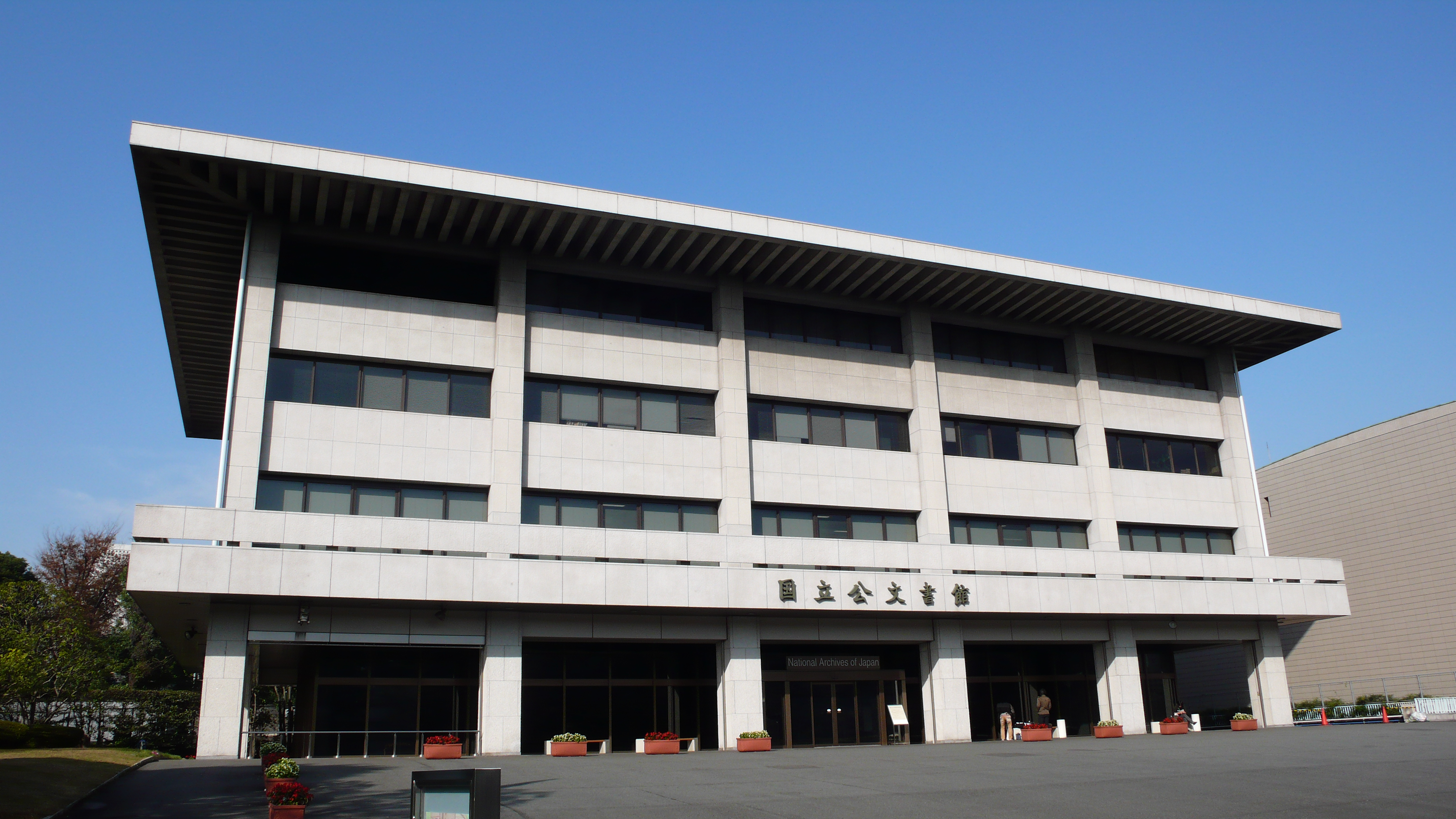
Gebäude des Nationalarchivs in Chiyoda, Tokio. Angedeutet rechts das Nationalmuseum für moderne Kunst.

Das japanische Nationalarchiv (japanisch 国立公文書館, Kokuritsu Kōbunsho-kan, engl. National Archives of Japan) hat die übliche Funktion der Bewertung, Klassifizierung, Bearbeitung von Regierungsdokumenten, die zur unbefristeten Aufbewahrung übergeben wurden. Die aufbewahrten Materialien können eingesehen werden, es werden auch regelmäßig Bestände in Ausstellungen gezeigt. Gesamtbestand 545.000 Bände.

## Entstehungsgeschichte
In Japan wurden in der Meiji-Zeit zunächst Gesetze erlassen, die die Archive der jeweiligen Ministerien begründeten. Nach dem Zweiten Weltkrieg, als die Erforschung insbesondere der jüngeren Geschichte eine vordringliche Aufgabe wurde, wurde es notwendig, die verstreuten Dokumente zu sammeln beziehungsweise die verloren gegangenen zu rekonstruieren. So kam es dazu, dass im November 1959 der japanische Wissenschaftsrat (Nihon gakujutsu kaigi) an den Premierminister einen Vorschlag richtete, ein Nationales Archiv einzurichten.
Auf der anderen Seite existiert seit dem 7. Jahr (1874) der Meiji-Regierung ein Archiv der Regierungsspitze, das im Jahre 1886 zusammen mit der Einrichtung eines Minister-Kabinetts zum Archiv der Kabinette wurde. Dort wurden auch japanische und chinesische Klassiker sowie alte Dokumente aufbewahrt und der Forschung zugänglich gemacht (s. u.). Diese Bestände gehörten eigentlich in eine Bibliothek, wurden aber nach der Errichtung des Nationalarchivs von diesem übernommen. Das gibt dem Nationalarchiv im Vergleich zu ausländischen Einrichtungen seine besondere Färbung.
Am 31. März 1971 wurden die notwendigen Änderungen im Gesetz zum Amt des Premierministers geändert und das National Archive als eine zum Amt gehörende Einrichtung deklariert. Das Gesetz trat am 1. Juli des gleichen Jahres in Kraft. Die Überführung von Regierungsdokumenten, ihre Aufbewahrung und Offenlegung wird auf Grund von Übereinkommen mit Verbindungskomitees in den einzelnen Ministerin und Ämtern durchgeführt. Im Prinzip werden die aufbewahrten Materialien 30 Jahre nach ihrer Anfertigung offengelegt.

## Die Sammlung
Im Wesentlichen werden folgende Regierungsdokumente aufbewahrt:
1. Materialien zur alten und neuen Verfassung.
2. Materialien der Meiji-Regierung bis zur Einrichtung des Parlaments vom Oktober Keio 3 bis Meiji 14 (1881)
3. Archivmaterialien der Meiji-Regierung von 1868 bis 1886, d. h. bis zu Parlaments-Verfassung
4. Materialien ab Meiji 15 (1882) in Fortsetzung der Sammlung unter (2)
5. Verschiedene Materialien ab Meiji 19 (1886)
6. Sonstiges (Materialien des Ältestenrats, seit 1893, Ernennungen, Entlassungen seit 1871, Erlasse unter dem Innenministerium seit 1902, Urkunden zur Einrichtung und Auflösung von Schulen seit 1884, Unterlagen zum Eisenbahnwesen seit 1889, Unterlagen zur Einrichtung und Verwaltung von Nationalparks seit 1927)

Aus der Sammlung der Kabinettsbibliothek werden u. a. folgende wichtige Bestände aufbewahrt:
- Bestände aus der Zeit vor 1868, so die der Shogunatsregierung,
- Bestände der Momijiyama-Bibliothek (紅葉山文庫),
- Bestände des Shōheizaka-Amtes (昌平坂学問所),
- Bestände des Studienortes für alte japanische Literatur (和学講談所),
- Bestände des Medizinischen Amtes (医学間),
- Bestände aus dem Tōdai-Tempel (東大寺) und des Daijōin (大乗院) (beide in Nara) sowie des Kōyasan (高野山),
- Bestände der Ninagawa(蜷川)- und der Kutsuki(朽木)-Familie,
- Bestände der Fürstenfamilien Oshikōji (押小路), Hirohashi (広橋), Bōjō (坊城), Madenokōji (万里小路), Kanroji (甘露寺), Nakamikado (中御門), Yamashina (山科),
- Tagebücher und Rechtssammlungen des Bakufu, die westlichen Materialien, die von der Meiji-Regierung zu Rate gezogen worden waren und deren Übersetzungen, sowie Regierungspublikationen.

Das Archiv hat die Sammlung des Kabinetts durch eine Reihe von Katalogen erschlossen. Von einer ganzen Reihe von Werken wurden auch Faksimile-Ausgaben erstellt. Darunter befinden sich circa 30 Sammlungen, die als Wichtiges Kulturgut deklariert sind.
Das Nationalarchiv befindet sich in Tokyo in einem Gebäude (4 Geschosse über der Erde, 2 Geschosse unter der Erde) auf dem Nordgelände der ehemaligen Shogun-Residenz.